# Provenchères-sur-Fave
Provenchères-sur-Fave korábbi község Franciaországban, Vosges megyében. Lakosainak száma 841 fő (2018. január 1.). Provenchères-sur-Fave La Grande-Fosse községgel határos.
2016. január 1-jén Colroy-la-Grande korábbi községgel egyesült és az így létrejött Provenchères-et-Colroy új község része lett.

## Népesség
A település népességének változása:
| Lakosok száma | 706  | 728  | 761  | 733  | 755  | 870  | 890  | 1444 | 855  | 841  |
|               | 1962 | 1968 | 1975 | 1990 | 1999 | 2008 | 2013 | 2016 | 2017 | 2018 |